# Speyeria edwardsii
Speyeria edwardsii är en fjärilsart som beskrevs av Tryon Reakirt 1866. Speyeria edwardsii ingår i släktet Speyeria och familjen praktfjärilar. Inga underarter finns listade i Catalogue of Life.

## Bildgalleri

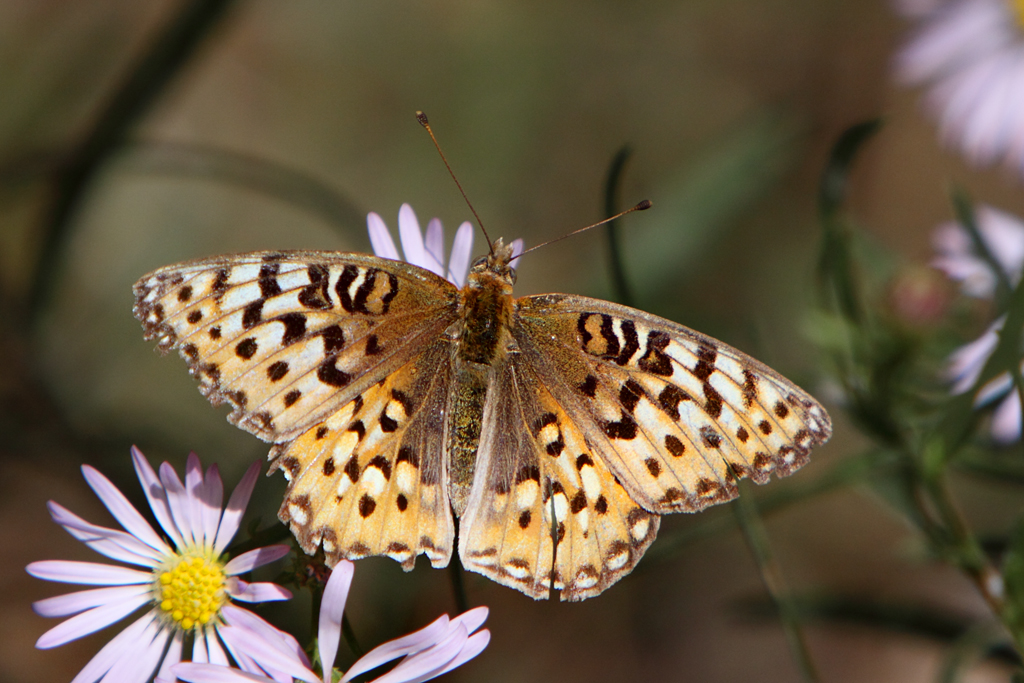
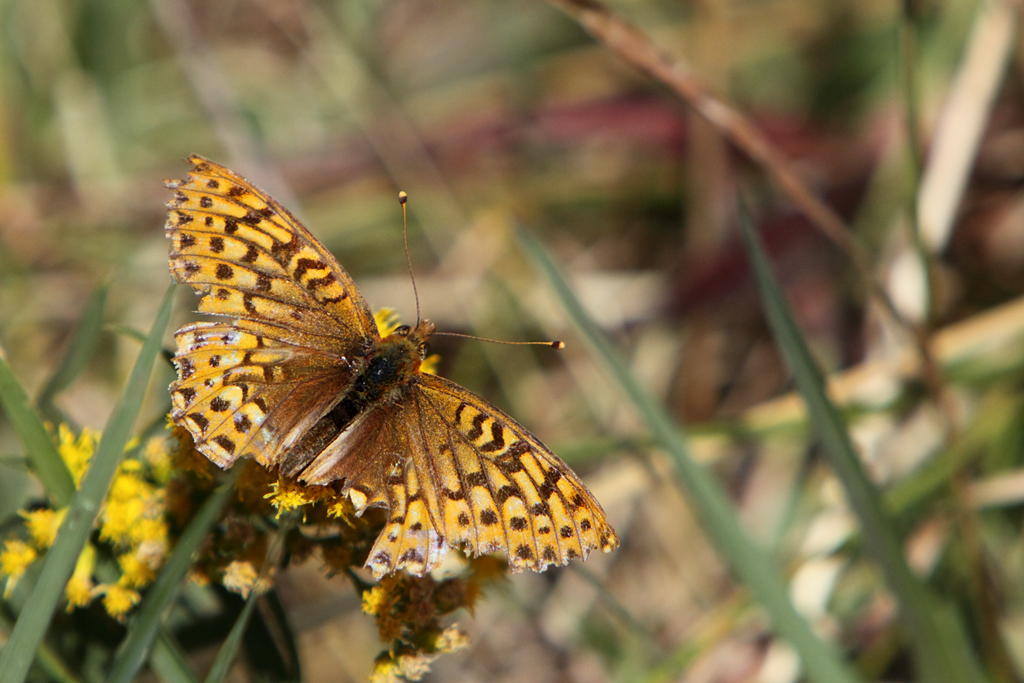